# Префект (Древний Рим)
Префе́кт — римское должностное лицо, стоявшее во главе управления отдельной частью администрации, суда, государственного хозяйства или армии.
- Префект города (лат. Praefectus urbi) — замещал римского царя во время отсутствия последнего, заботясь главным образом об отправлении правосудия. В республиканский период, когда стоявшие во главе государства консулы легко могли быть заменены другим должностным лицом, городская префектура стала излишней роскошью или пустой формальностью; так, на всё время празднования feriae latinae, когда высшие магистраты выезжали из Рима, консулами назначался временный префект (praefectus feriarum latinarum). Значение городских префектов чрезвычайно усилилось в период принципата. Ещё при Августе и Тиберии не было постоянных префектов города, но со второй половины I века н. э. все функции преторов и эдилов постепенно поглощаются префектурой. Юрисдикция префекта распространялась на 100 миль вокруг Рима; ему были подчинены 3 полицейские когорты по 1000 человек каждая (cohortes urbanae).
- Praefectus civitatis — губернатор региона, ещё не вовлечённого в фактическую провинциальную администрацию. Известный пример — Понтий Пилат, префект Иудеи.
- Praefectus sociorum (socium) назывались командиры союзных контингентов, соответствовавшие по рангу легионным трибунам. Каждый консул назначал 12 префектов из римлян для командования отдельными частями корпуса союзников, соединённого с двумя его легионами.
- Praefectus iuri dicundo присылался из Рима для судопроизводства в те города, которые не пользовались полным самоуправлением. Это название сохранилось за высшими судьями таких городов даже после Юлиева закона, даровавшего префектурам права полного гражданства, стало быть — и право свободного избрания судей.
- Префект лагеря (лат. Praefectus castrorum) — комендант легионного лагеря в ранге трибуна. Впервые эта должность появляется во времена Августа. Префекты назначались обыкновенно из числа старых, испытанных центурионов; они наблюдали за исправностью разбивки лагеря, лазаретами и обозами и поддерживали лагерную дисциплину. Жестокие кары, которым подвергали оштрафованных солдат, сделали лагерных префектов чрезвычайно непопулярными офицерами; они становились первыми жертвами возмущений легионеров. Нередко префекты выступали в качестве временных командиров легионов.
- Префект претория (лат. Praefectus praetorio) — начальник преторианцев. Сначала их было двое, но при Тиберии Сеян стал единственным и очень влиятельным распорядителем гвардии. После Тиберия снова были назначены 2, впоследствии 3, а при Константине Великом — 4 префекта претория: двое для западной и двое для восточной половины империи. Хотя цезари выбирали префектов не из числа честолюбивых сенаторов, а из более скромных всаднических рядов, но самый ход событий в эпоху принципата поставил начальников гвардии в положение настоящих властителей государства: они возводили и свергали императоров по собственной прихоти, нередко и сами облекались в порфиру. Командуя военными силами государства, распоряжаясь жизнью солдат, имея уголовную юрисдикцию по всей Италии (за исключением города Рима и его окрестностей на 100 миль), префекты претория захватили в свои руки рассмотрение апелляционных жалоб, подаваемых императору на судебные решения губернаторов. Пока рядом с императором стояли такие могущественные генералы, спокойствие государства и судьба династии не были ничем обеспечены: поэтому отделение военной власти от гражданской, составляющее сущность диоклетиано-константиновской системы, логически вытекало из потребностей абсолютно бюрократической империи. В реформированном государстве префекты сохранили только высший суд и высшую администрацию, каждый в четверти империи, контролируя начальников диоцезов и провинций. С введением фемного управления в Византии префектура исчезает.
- Префект вигилов (лат. Praefectus vigilum) — римское должностное лицо, командующий корпусом вигилов (cohortes vigilum), ведавший пожарной охраной Рима и отвечавший за порядок в ночное время. Должность появилась в начале I века.
- Префект анноны (лат. Praefectus annonae) — римское должностное лицо, контролировавшее поставки пшеницы в Рим.
- Префект Египта (лат. Praefectus Aegypti) — наместник провинции Египет.
- Praefectus fabrum — штаб-офицер трибунского звания, начальник обоза и осадных машин (tormenta).
- Praefectus classis — должностное лицо (консул, претор и т. п.), командовавшее флотом.
- Префект эвокатов (лат. Praefectus evocatorum) — начальник эвокатов.
- Praefectus navis — командир военного корабля.
- Praefectus remigum — начальник гребцов.